# Турска футболна федерация
Турската футболна федерация (на турски: Türkiye Futbol Federasyonu, съкратено ТФФ (TFF) е ръководен орган на футболните асоциации в Турция. Създадена е на 23 април 1923 г. и присъединена през същата година към ФИФА. През 1962 г. е присъединена към УЕФА. От 18 юли 2024 г. председател на ТФФ е Ибрахим Хаджъосманоглу.
Федерациията контролира клубовете, националните отбори, шампионата на Турция по футбол. Провежда конкурси за награди като „футболист на годината в Турция“ и „най-добър млад футболист в Турция“.